# Xã Lake Andrew, Quận Kandiyohi, Minnesota
Xã Lake Andrew (tiếng Anh: Lake Andrew Township) là một xã thuộc quận Kandiyohi, tiểu bang Minnesota, Hoa Kỳ. Năm 2010, dân số của xã này là 982 người.